# Самсоник, Владимир Евгеньевич
Владимир Евгеньевич Самсоник (род. 7 февраля 1974, Колпино, Ленинград) — советский и российский хоккеист, нападающий.
Бо́льшую часть карьеры провёл в командах Ленинграда — Санкт-Петербурга «Ижорец» (1990/91 — 1994/95), СКА (1993/94 — 1996/97), СКА-2 (1994/95 — 1996/97), «Спартак» (1997/98 — 1998/99). Завершал карьеру в командах «Липецк» (1999/2000), «Металлург» Серов (2002/03 — 2003/04).